# Mannix
Mannix – amerykański serial kryminalny emitowany w latach 1967–1975 przez stację CBS.
W Polsce seriał był emitowany w latach 70 XX w. w ramach Studia 2.

## Obsada
- Mike Connors – Joe Mannix
- Jack Ging – porucznik Dan Ives
- Robert Reed – porucznik Adam Tobias
- Robert Wood – porucznik Art Malcolm
- Gail Fisher – Peggy Fair
- Joseph Campanella – Lew Wickersham
- Fritz Weaver – Cameron McKenzie / William Avery

W epizodach wystąpili m.in.: Larry Linville, Dana Elcar, Victor French, Loretta Swit, Robert Loggia, Karen Black, Jill Ireland, Sally Kellerman, Diane Keaton, Dean Stockwell, Rip Torn, William Shatner, Pernell Roberts, Linda Evans, Tom Skerritt, Donnelly Rhodes, Yaphet Kotto, Martin Sheen, Anne Archer, Cloris Leachman, Burgess Meredith, Scatman Crothers, Vincent Gardenia, Harry Dean Stanton, Fionnula Flanagan, Sam Elliott, Tom Selleck, Walter Koenig, a także muzycy Neil Diamond, grupa Buffalo Springfield (m.in. Neil Young i Stephen Stills) i koszykarz NBA Kareem Abdul-Jabbar.